# ملك الوادي (لوحة)
ملك الوادي (بالانجليزية: The Monarch of the Glen) هي لوحة زيتية بريشة الرسام الإنجليزي السير إدوين لاندسير في عام 1851 تصور أيل الأحمر في مرتفعات أسكتلندا الشاهقة، تم تكليفه برسم هذه اللوحة كجزء من سلسلة من ثلاث لوحات معلقة في قصر وستمنستر في لندن. كواحدة من أكثر اللوحات شعبية طوال القرن التاسع عشر، تم بيعها على نطاق واسع في نسخ نقش الصلب، وتم شراؤها أخيرًا من قبل الشركات لاستخدامها في الإعلان. أصبحت اللوحة شيئًا من المسلمات بحلول منتصف القرن العشرين  يحتوي الأيل على اثنتي عشرة نقطة على قرونه، مما يجعله في عالم الغزلان ما يسمى بـ «الأيل الملكي» ولكن «الأيل الملكي»، يحتاج إلى ستة عشر نقطة. في عام 2017 ، أطلقت المعارض الوطنية في اسكتلندا في إدنبرة حملة ناجحة لشراء اللوحة مقابل 4 مليون جنيه إسترليني، وتحققت في النهاية عملية الشراء. اللوحة هي الآن جزء من المجموعة، وهي معروضة في المعرض الوطني الإسكتلندي. 

## الوصف
هي واحدة من أشهر اللوحات البريطانية في القرن التاسع عشر. بالنسبة لكثير من الناس، فإنها تجسد عظمة المرتفعات والحياة البرية في اسكتلندا. هنا يصور لاندسير أيلً أحمر ضخم الجثة ذو قرون محددة بدقة ذات اثني عشر نقطة - إشارة إلى عدد النقاط على قرونه فهي تمثل مسطلح يطلق على الايل بما يسمى «الأيل الملكي». تُظهر العديد من لوحات لاندسير تفاعلات بين البشر والحيوانات، ولكن في هذا العمل الأكثر شهرة، يُنظر إلى هذا الايل كمخلوق رمزي في لحظة من الابتهاج. حظيت اللوحة بإعجاب على نطاق واسع في القرن التاسع عشر، عندما أعيد إنتاجها في المطبوعات، وحققت شهرة أكبر في القرن العشرين عندما تم استخدامها كصورة تسويقية لمختلف المنتجات، مما منحها شهرة عالمية.

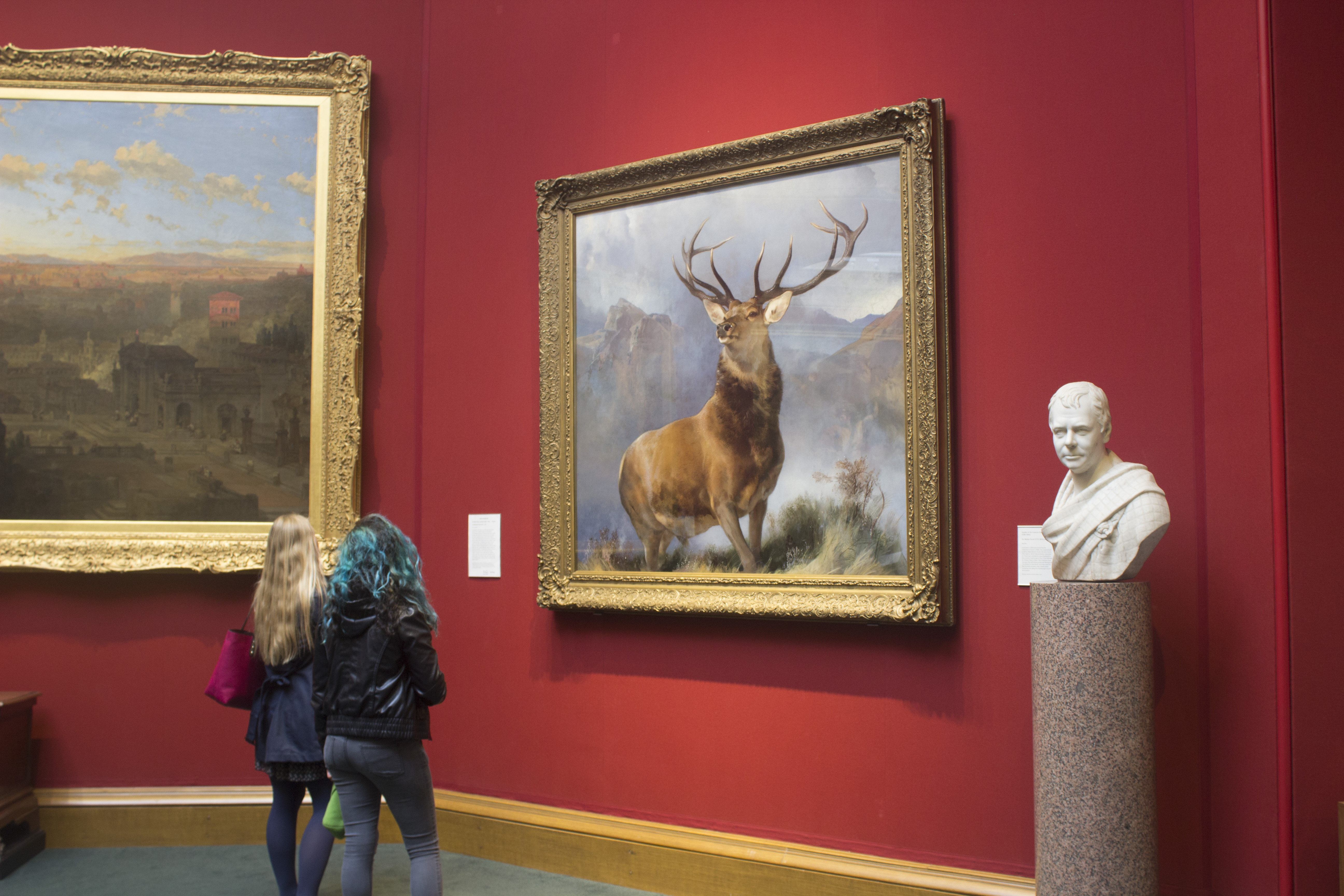
لوحة ملك الوادي في المعرض الوطني الاسكتلندي.

## تاريخ
كان لاندسير عضوًا في الأكاديمية الملكية، وهو الرسام المفضل لدى الملكة فيكتوريا، اشتهر بلوحاته ورسوماته للحيوانات. تشمل أعماله اللاحقة منحوتات الأسود عند سفح عمود نيلسون في ميدان ترافالغار. من أربعينيات القرن التاسع عشر، أنتج سلسلة من الدراسات المعقدة التي تمت ملاحظتها عن الأيائل بناءً على تلك التي رآها في الرحلات التي كان يقوم بها إلى المرتفعات الاسكتلندية منذ عام 1824. في عام 1850 ، تلقى لاندسير لجنة وطنية لرسم ثلاثة مواضيع مرتبطة بالحيوان كجزء من سلسلة من ثلاث لوحات معلقة في قصر وستمنستر في لندن، بمجرد اكتمالها، رفض مجلس العموم منح 150 جنيهًا إسترلينيًا الموعودة للجنة، ونتيجة لذلك، تم بيع اللوحات لهواة الجمع الخاصين. في 2 تشرين الثاني (نوفمبر) 2016 ، أعلنت شركة دياجيو عن نيتها لبيع اللوحة، حيث ذكروا بأن «ليس لها صلة مباشرة بأعمالنا أو علاماتنا التجارية». عُرض على المعارض الوطنية في اسكتلندا هذه اللوحة، التي تبلغ قيمتها 8 ملايين جنيه إسترليني، بنصف هذا السعر، إذا تمكنوا من جمع مبلغ 4 ملايين جنيه إسترليني المطلوب. ثم انطلقت بعد ذلك حملة ناجحة لجمع الأموال أنتهت بشراء اللوحة. اللوحة هي الآن جزء من المجموعة، وهي معروضة في المعرض الوطني الإسكتلندي.

## أستعمالاتها الحديثة وشعارات الشركات

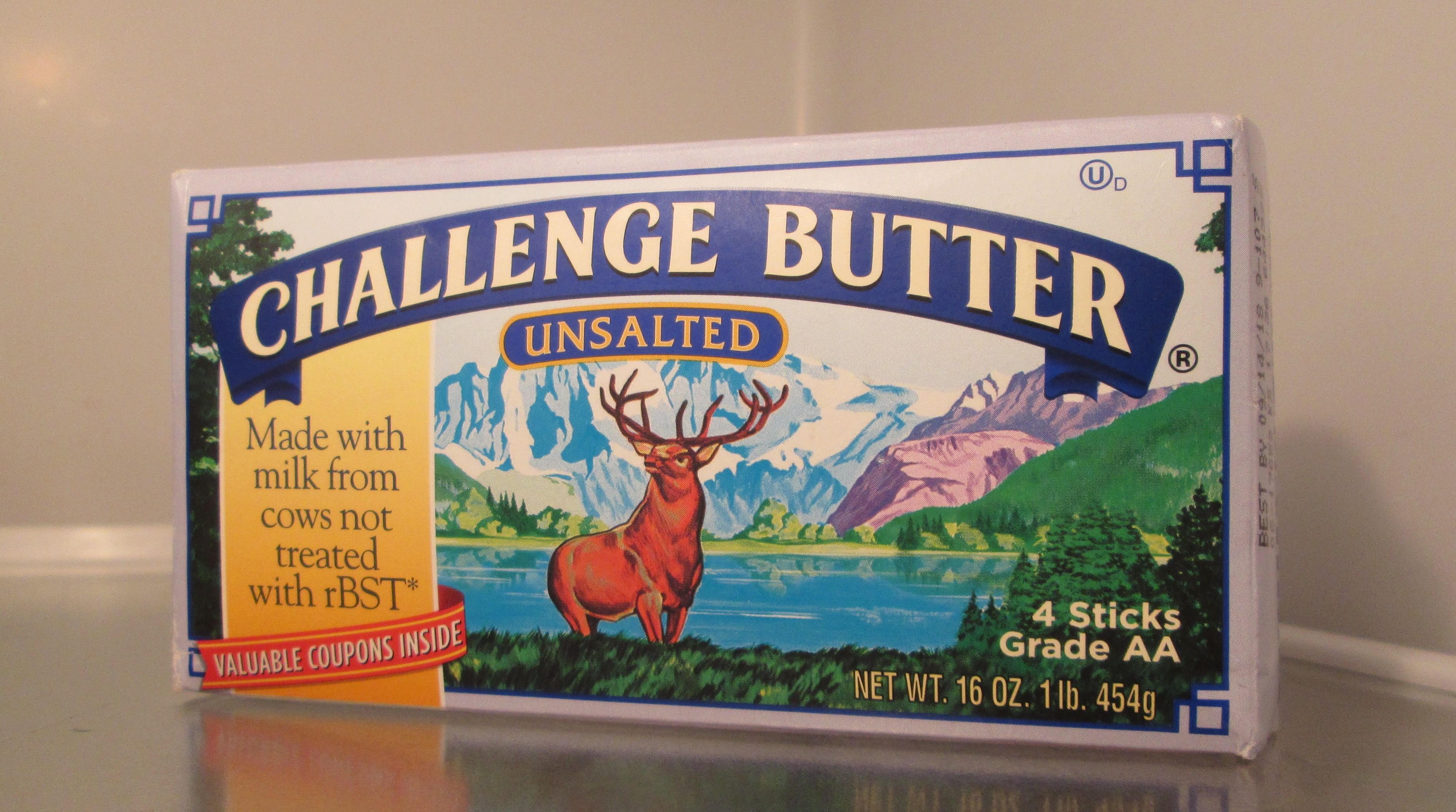
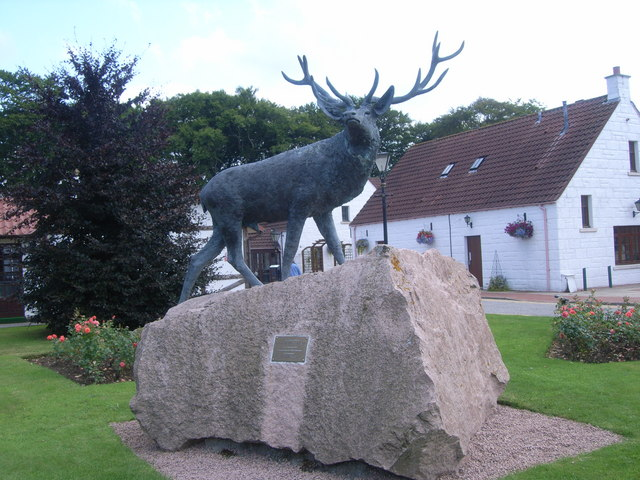
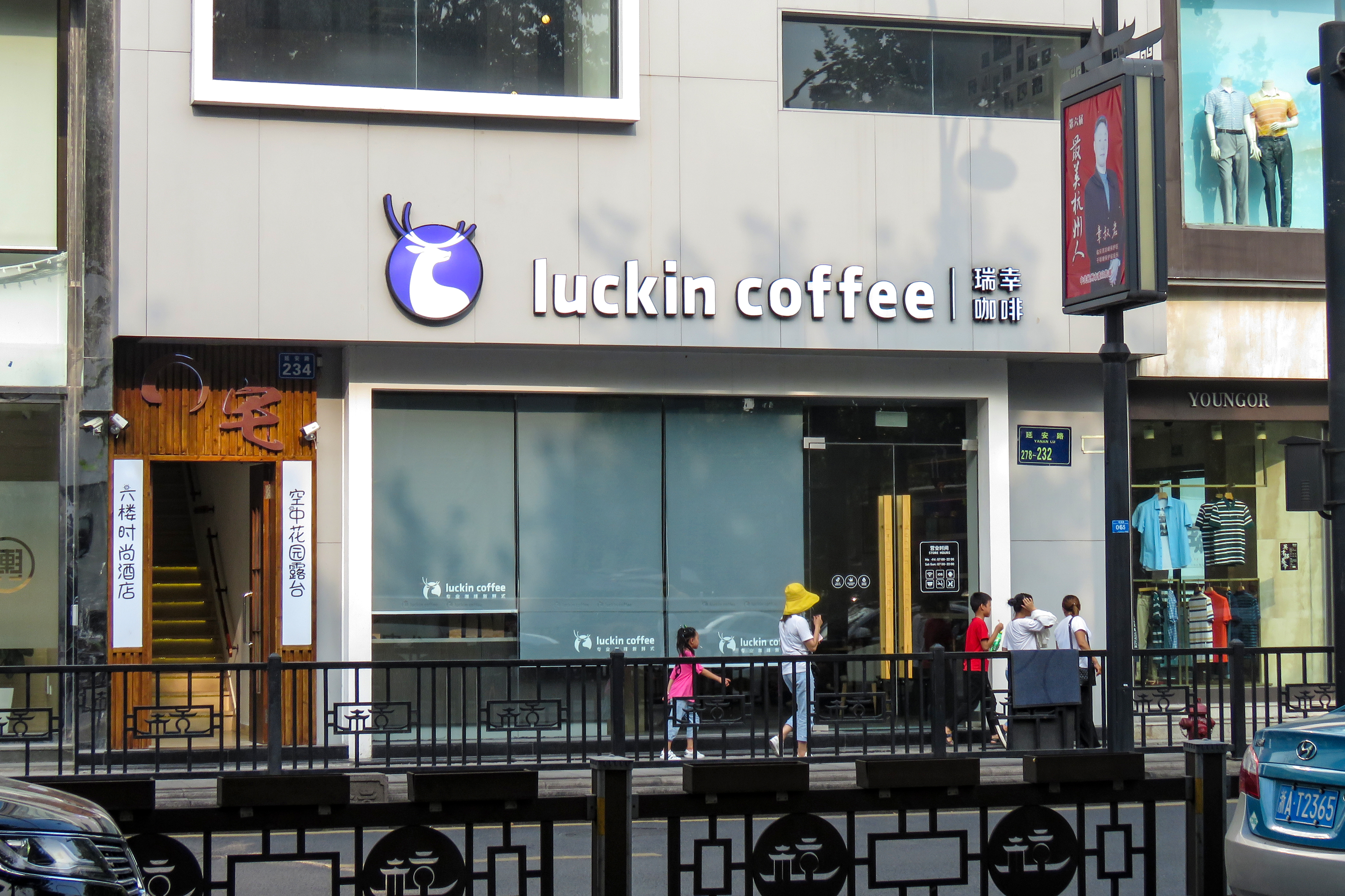
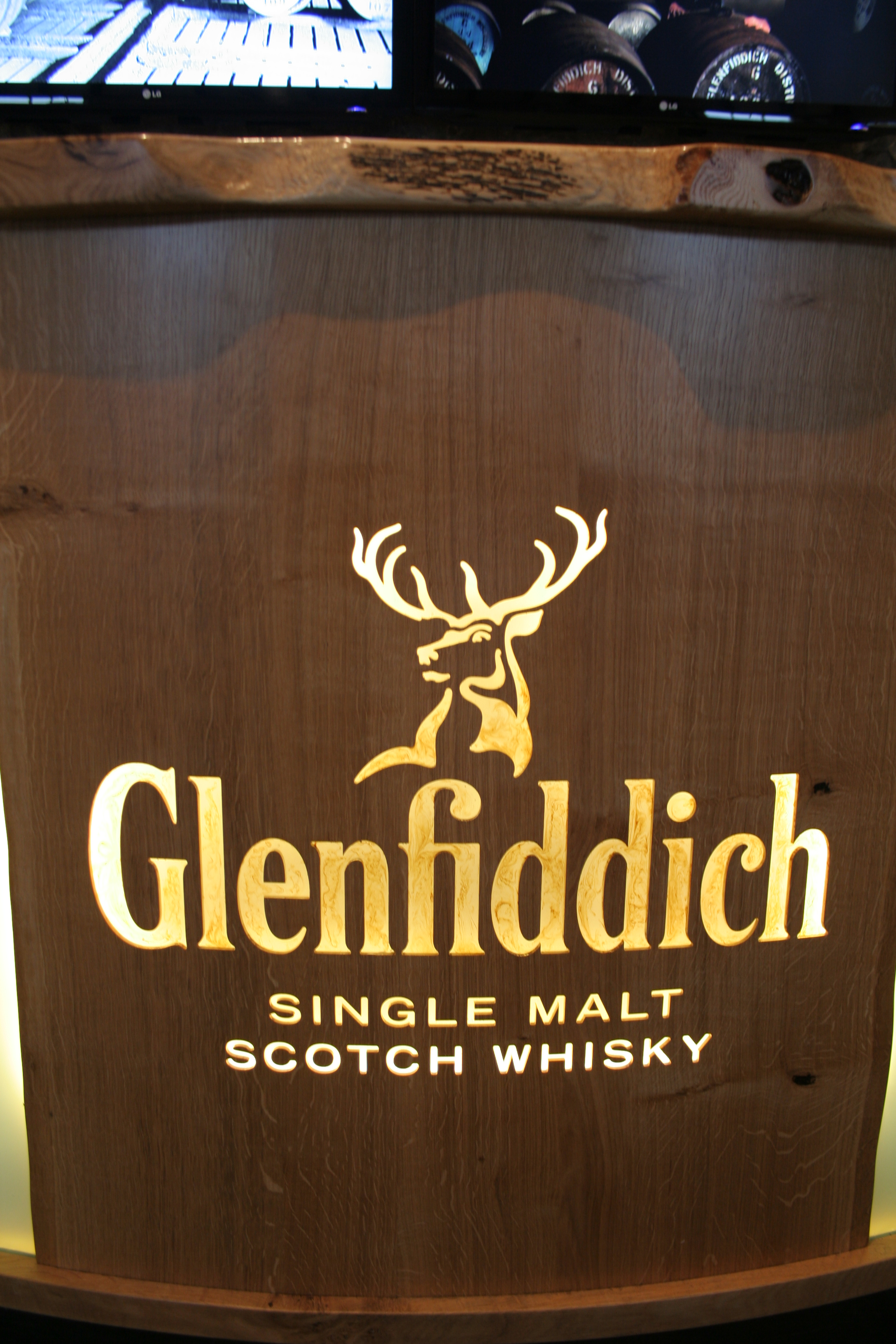
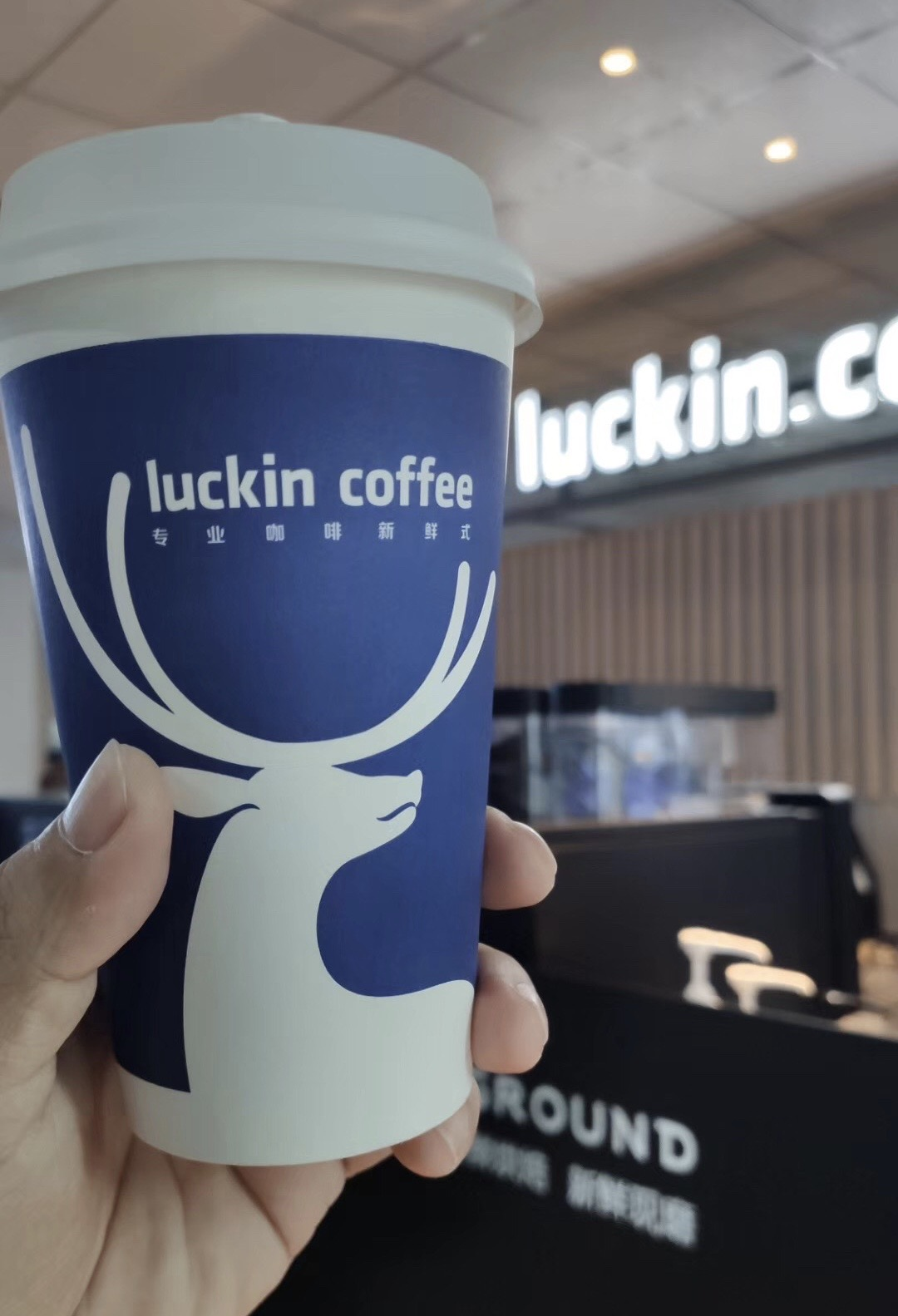

## الرسام

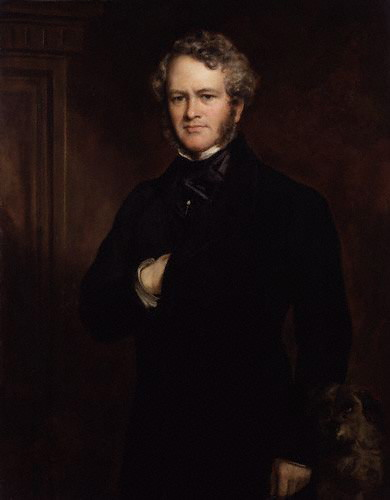
السير إدوين هنري لاندسير

السير إدوين هنري لاندسير (بالأنجليزية: Sir Edwin Henry Landseer) سنة (1802-1873) رسامًا ونحاتًا إنجليزيًا،  معروفًا بلوحاته للحيوانات - خاصة الخيول والكلاب والأيول. ومع ذلك، فإن أشهر أعماله هي منحوتات الأسد في قاعدة عمود نيلسون في ميدان ترافالغار. ولد لاندسير في لندن، وهو ابن النحات جون لاندسير  وجين بوتس. لقد كان شيئًا من المعجزة التي تم التعرف على مواهبها الفنية في وقت مبكر. درس على يد العديد من الفنانين، بما في ذلك والده، ورسام التاريخ بنيامين روبرت هايدون، الذي شجع لاندسير الشاب على إجراء التشريح من أجل فهم كامل للعضلات والهيكل العظمي للحيوان. ارتبطت حياة لاندسير بالأكاديمية الملكية. في سن الثالثة عشرة فقط، في عام 1815 ، عرض أعمالًا هناك. انتخب عضوا منتسبا في الرابعة والعشرين من عمره، ثم بعد ذلك بخمس سنوات عام 1831 أصبح أكاديمي. كان لاندسير شخصية بارزة في الفن البريطاني في القرن التاسع عشر، ويمكن العثور على أعماله في متحف تيت بريطانيا ومتحف فيكتوريا ومجموعة والاس في لندن. كما تعاون مع زميله الرسام فريدريك ريتشارد لي. كانت شعبية لاندسير في بريطانيا الفيكتورية كبيرة، وكانت شهرته كرسام للحيوانات منقطعة النظير. نتج الكثير من شهرته - ودخله - من خلال نشر نقوش لأعماله، وكثير منها من قبل شقيقه توماس.